# Thomas Vincensini
Thomas Vincensini (Bastia, 12 de setembro de 1993) é um futebolista profissional francês que atua como goleiro.

## Carreira
Thomas Vincensini começou a carreira no Bastia.